# Rotor (zespół muzyczny)
RoToR – węgierska grupa muzyczna, grająca heavy metal. Założona w 1986 roku w Miszkolcu.

## Skład zespołu
- János Szentesi – wokal
- László Ferenczi – gitara basowa
- Tamás Szilágyi – gitara
- József Plósz –  gitara
- Szilárd Fekete – bębny

## Dyskografia
- Tépj szét minden láncot (1991)
- Árvaház (1998)
- Hard & Light (2000)
- Semmi nem elég (2001)
- Gyökerek (2004)
- Acélba zárva (2007)
- Még élünk (CD+DVD, 2019)
- Most vagy soha (2019)